# Neomonachus tropicalis
La foca monje del Caribe o foca fraile caribeña (Neomonachus tropicalis) es una especie extinta de mamífero pinnípedo de la familia de los fócidos. Propia del mar Caribe, probablemente se extinguió en el siglo XX. Era la única foca que habitaba en aguas netamente tropicales, y el único pinnípedo del mar Caribe.
La especie fue clasificada dentro del género Monachus desde 1850, en que fue descrita por primera vez, hasta 2014 cuando estudios moleculares la situaron en el género Neomonachus.
Habitaba en zonas costeras, desde la Florida y Puerto Rico hasta el norte de Sudamérica (Colombia y Venezuela), pasando por las Antillas Mayores (Cuba, Haití, Jamaica, República Dominicana), las Antillas Menores (Barbados, Dominica, Antigua y Barbuda), y toda la costa de Centroamérica.
Fue vista por última vez en 1952 y declarada extinta en el 1994 por la UICN.

## Características
La foca monje del Caribe medía entre 2.20 y 2.40 metros de longitud y pesaba unos 130 kg. Su pelaje era castaño en todo el cuerpo menos en la barriga que era blanco amarillento. 
Las crías nacían totalmente negras. Las hembras tenían cuatro glándulas mamarias, en vez de dos como el resto de focas. Los hábitos de reproducción de esta especie son desconocidos, lo único que se sabe es que daban a luz a una cría en torno al mes de diciembre.
Estos animales se alimentaban de peces, cefalópodos y crustáceos y eran muy activos, sobre todo desde el amanecer al crepúsculo. Sus únicos depredadores eran los tiburones caribeños y, más tarde, el hombre. 

## Relación con el hombre
El primer contacto de los europeos con la foca monje del Caribe fue a través de Cristóbal Colón en 1493, que describió a los animales como lobos de mar y notó el interés económico de la especie.
Con la llegada de colonos, la foca monje comenzó a ser cazada por su piel, su grasa y también como alimento. Este animal era tan dócil hacia los humanos, que éstos la cazaban con mucha facilidad.
Los últimos registros fiables de una pequeña colonia datan de 1952, en la Isla Serranilla (Colombia).

## Avistamientos
Aun cuando se considera a la foca totalmente extinta, hay personas que dicen haberla visto. Los avistamientos no confirmados son comunes en Haití y Jamaica, pero varias expediciones no encuentran al animal. Es posible que el animal aún exista, pero no se tienen registros en otras partes de su antigua área de distribución. El 22 de abril de 2009, el canal History Channel transmitió en MonsterQuest una criatura no identificada filmada en Florida, la cual podría ser este extinto animal. No hay pruebas concluyentes con el apoyo de esta información y se dice que pudo ser un animal parecido a la foca y común en la zona, el manatí antillano (Trichechus manatus).